# Rezerwat przyrody Małoziemce
Rezerwat przyrody Małoziemce – faunistyczny rezerwat przyrody znajdujący się na terenie gminy Wola Uhruska, w powiecie włodawskim, w województwie lubelskim. Jest zlokalizowany w obrębie Sobiborskiego Parku Krajobrazowego.
- Powierzchnia (według aktu powołującego) – 38,07 ha[2]
- Powierzchnia (dane nadesłane z nadleśnictwa) – 38,02 ha
- Rok utworzenia – 1988
- Dokument powołujący – Zarządzenie Ministra Ochrony Środowiska i Zasobów Naturalnych z dnia 17 listopada 1988 roku w sprawie uznania za rezerwaty przyrody (MP nr 32, poz. 293).
- Przedmiot ochrony (według aktu powołującego) – zachowanie miejsc lęgowych czapli siwej i innych gatunków ptaków.
- Uwagi – podlega ochronie w zakresie międzynarodowego prawa ochrony przyrody – leży w granicach Transgranicznego Rezerwatu Biosfery „Polesie Zachodnie”[2].